# Абрамцевский сельсовет
Абрамцевский сельсовет — упразднённая административно-территориальная единица, существовавшая на территории Московской губернии и Московской области до 1954 года.
Абрамцевский сельсовет был образован в первые годы советской власти. По данным 1924 года он входил в состав Разинской волости Московского уезда Московской губернии.
По данным 1926 года в состав сельсовета входил 1 населённый пункт — деревня Абрамцево.
14 января 1929 года Московский уезд был отнесён к Центрально-Промышленной области, но деление на губернии сохранено.
3 июня 1929 года Разинская волость была отнесена к Московскому округу. Деление на уезды сохранено, а Центрально-Промышленная область переименована в Московскую.
12 июля 1929 года Абрамцевский с/с был отнесён к Реутовскому району, но деление на волости сохранено.
1 октября 1929 года Разинская волость Московского уезда Московской губернии была упразднена.
23 июля 1930 года Московский округ был упразднён и Реутовский район перешёл в прямое подчинение Московской области.
19 мая 1941 года Реутовский район был переименован в Балашихинский.
14 июня 1954 года Абрамцевский с/с был упразднён. При этом его территория была передана в Пехра-Покровский сельсовет.